# Estación Chasicó
Chasicó es una estación de ferrocarril ubicada en la localidad de Chasicó, partido de Tornquist, provincia de Buenos Aires, Argentina.

## Servicios
Pertenece al Ferrocarril General Roca en su ramal entre Darregueira hasta Bahía Blanca.
No presta servicios de pasajeros desde 1978. Por sus vías corren trenes de carga, por cuenta de la empresa Ferroexpreso Pampeano.